# エイプリルフール
エイプリルフール（April Fools' Day）とは、毎年の4月1日、悪戯や嘘をついても良いという風習のことである。イギリスではオークアップルデーに倣い、嘘をつける期限を正午までとする風習があるが、それ以外の地域では一日中行われる。
エイプリルフールは、日本語では直訳で「四月馬鹿」、漢語的表現では「万愚節」、中国語では「愚人節」、フランス語では「プワソン・ダヴリル」（Poisson d'avril, 四月の魚）と呼ばれる。

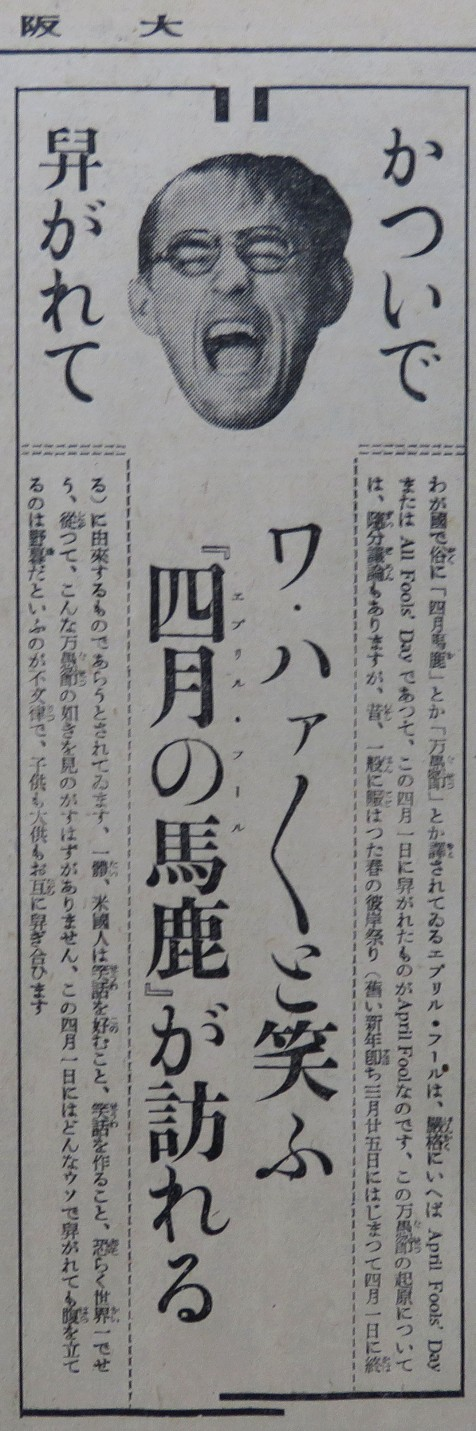
大阪毎日新聞・1932年3月31日付のエイプリルフール(四月馬鹿)の紹介記事。

エープリルフールと表記されることがある。

## 起源

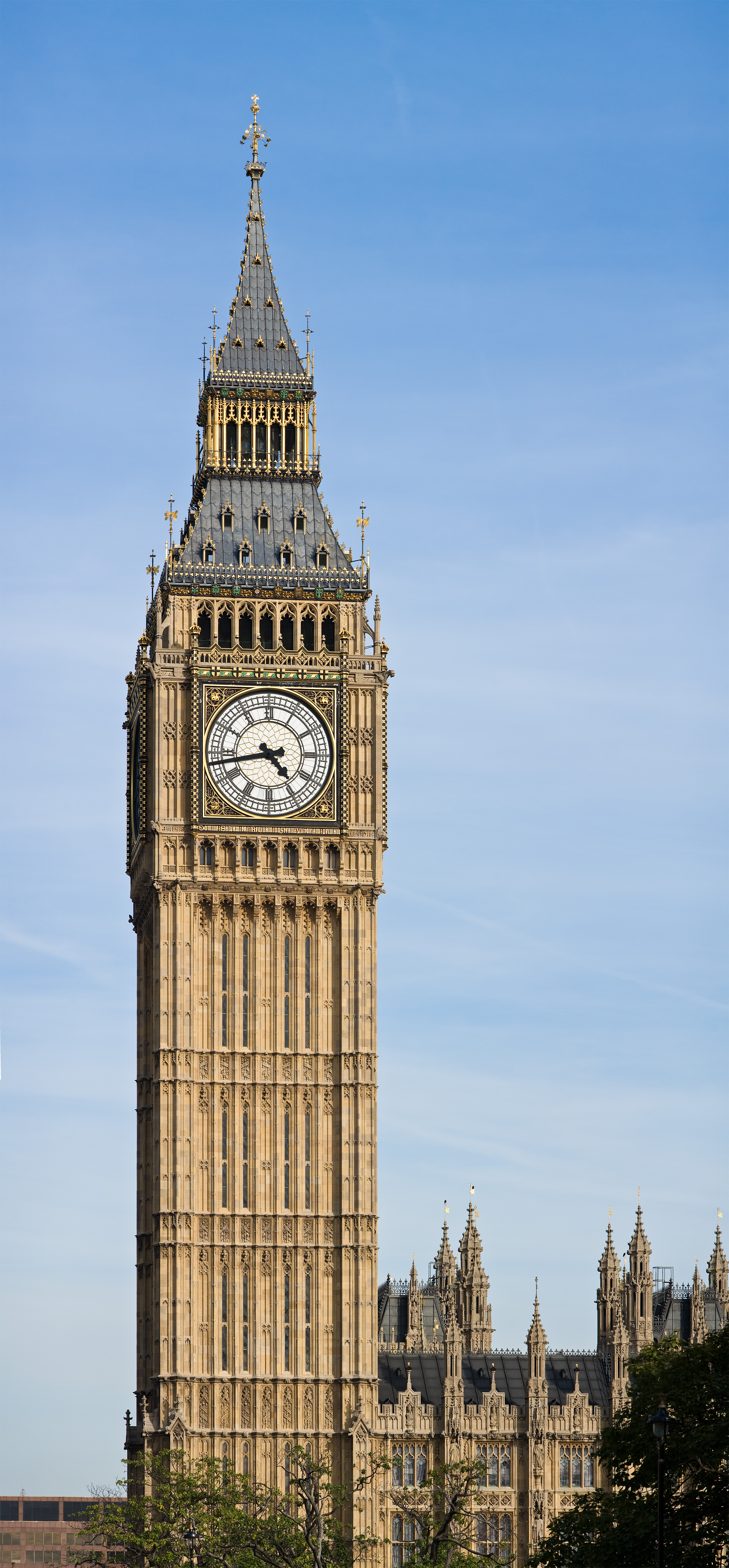
BBCは「ビッグベンのデジタル化」と嘘の報道をした

エイプリルフールの起源は全く不明である。すなわち、いつ、どこでエイプリルフールの習慣が始まったかはわかっていない。有力とされる起源説を以下に挙げるが、いずれも確証がないことから、仮説の域を出ていない。以下に挙げるのは、その例である。
その昔、ヨーロッパでは3月25日を新年とし、4月1日まで春の祭りを開催していたが1564年にフランスのシャルル9世が1月1日を新年とする暦を採用した。これに反発した人々が、4月1日を「嘘の新年」とし、馬鹿騒ぎをはじめた。この説を利用し、さらに「嘘の嘘の新年」なる説まで登場したが、これは2006年に意図的に本項目に書き込まれたデマ情報である（嘘の嘘の新年を参照）。
インドで悟りの修行は、春分から3月末まで行われていたが、すぐに迷いが生じることから、4月1日を「揶揄節」と呼んでからかったことによるとする説もある。この説によれば、インドの「揶揄節」が西洋に伝わったものがエイプリルフール、中国に伝わったものが「万愚節」になったという。
イングランドの王政復古の記念祭であるオークアップルデー(en:Oak Apple Day)に由来を求める説がある。
フランスではエイプリルフールを Poisson d’avril（4月の魚）といい、子供達が紙に書いた魚の絵を人の背中にこっそり張り付けるいたずらをする。この『4月の魚』とはサバのことを指すと言われ、ちょうどこの頃にサバがよく釣れるためこう呼ばれるとされる。
日本には大正時代に欧米のエイプリルフールが伝わったが、前述の中国の「万愚節」が江戸時代の日本に伝わり「不義理の日」と呼ばれていたという説もある。

## エイプリルフールとメディア

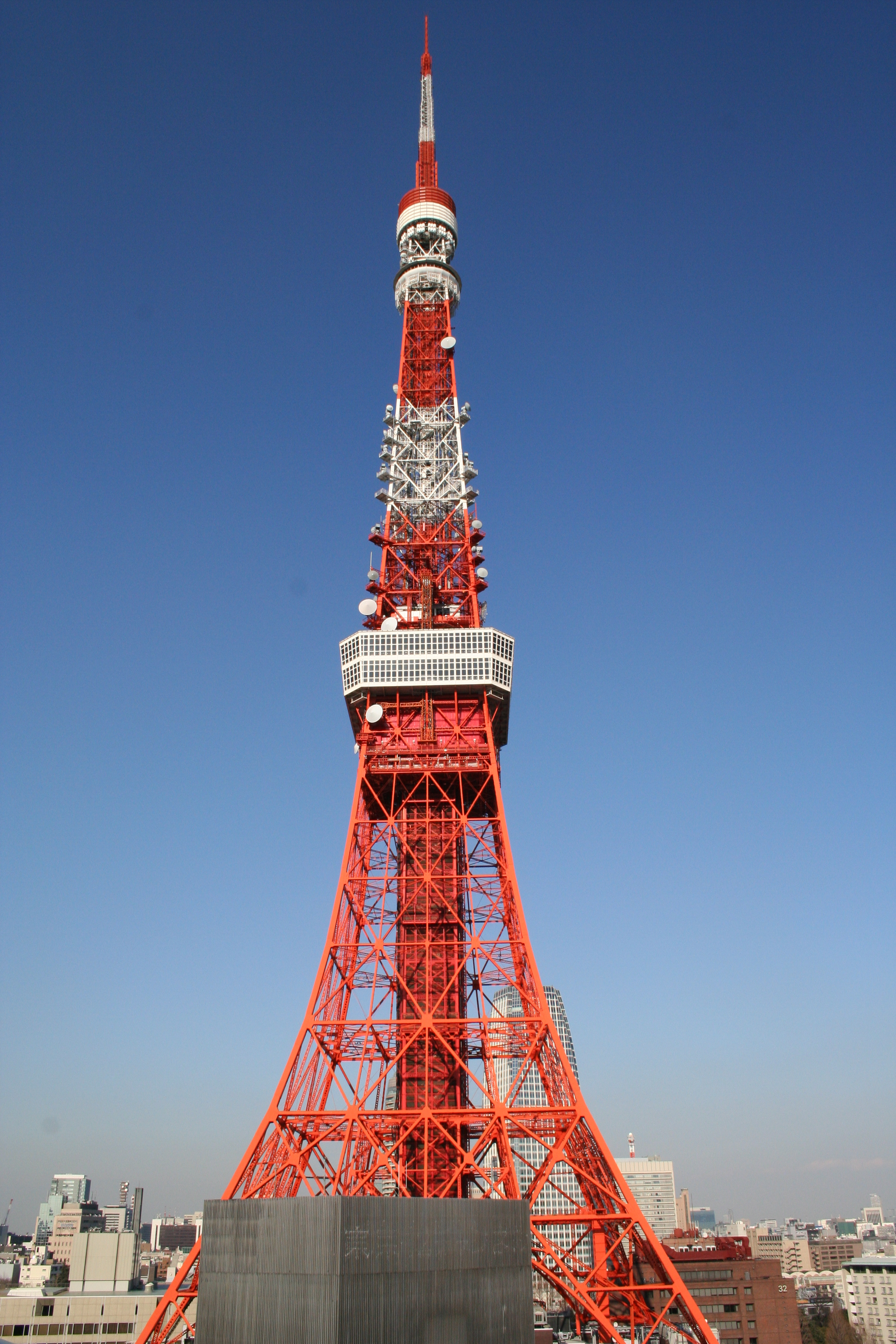
東京新聞は「東京タワーが傾く。原因は足元の“おなら”」と嘘報道した（2006年）

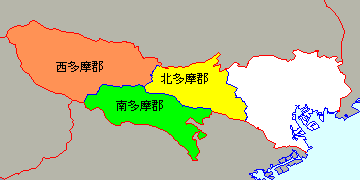
「多摩地区だけはやたらと詳しい3D地球儀ソフト」という偽記事も登場した（2005年）

4月1日には、世界中で新聞が嘘の内容のニュース記事を掲載したり、報道番組でジョークニュースを報道したりといったことが広く行われている。インターネットが普及してからは、実用性のない冗談RFCが公開されたり、ウェブサイトではジョークコンテンツを公開するといったことも行われている。
ジョークのスケールは簡易なものから大きな労力をつぎ込んだものまでがあり、サイトは個人発から大手企業発までがある。ときには、閲覧者から嘘の情報の内容についての問合せが来ることもある（BBCの「ビッグ・ベンのデジタル化、その時計針のプレゼント」（1980年、2008年）、「ペンギンが空を飛ぶ」（2008年）など）。
かつては通信社が配信した嘘記事を、日本の新聞社が本当のニュースとして掲載したことがあった。1995年には「ドイツの哲学者ユルゲン・ハーバーマスが初の小説『山々の彼方に』を出版する」という記事が朝日新聞にニュースとして掲載された。しかし、出典のフランクフルター・アルゲマイネの記事がエイプリルフールの冗談であったとして、後に記事を撤回した。2005年に日本の東京新聞が掲載した「スマトラ沖地震の余波で沖縄南端に新島が出現」という記事を、韓国の京郷新聞がニュースとして掲載するなど、別のメディアが情報元を真に受けてしまった事例もある。
東京新聞の「こちら特報部」では、2001年（平成13年）から4月1日にエイプリルフールの記事を紙面に掲載するとともに、エイプリルフール連動広告を組んでいる。
中華人民共和国では、新華社が2016年4月1日にエイプリルフールについて「中国の特色ある文化や社会主義の核心的価値に合わない。便乗して参加せず、嘘をつかない、嘘を伝え広げない、嘘に惑わされないように。」と新浪微博で呼びかけた。しかし、中国のインターネットユーザーは「国営メディアは毎日が嘘情報」、「中国人民は67年間も嘘を付かれ続けてきた」、「西洋諸国ではエイプリルフールは4月1日が過ぎれば終わりだが、中国では年中エイプリルフールだからな」、「冗談も言えないような民族は悲しいものだよ」とブラックジョークとして皮肉った。イギリスのガーディアンやアメリカ合衆国のニューヨーク・タイムズは、「2016年のベストジョーク」として報道した。
しかし2016年アメリカ合衆国大統領選挙で、いわゆる偽ニュース（フェイクニュース）が社会問題化すると、北欧メディアなどでは伝統となっていたエイプリルフール記事を2017年から自粛するようになった。
2020年、新型コロナウイルスの流行が拡大するとフェイクニュース対策としてエイプリルフール自粛の流れが世界的に拡大した。その後もエイプリルフールネタの反応が冷めたものになっていると指摘される。
4月の月初や年度初めなどに報道発表する場合に4月1日を避ける場合もある。例えばアメリカ政府が4月2日に政府発表をした理由として、エイプリルフールに発表する場合より労力がかからないとしている。

## エイプリルフールと企業
4月1日は月初め（日本では会計年度が4月を基準）でもあり、同時に情報として公開するインパクトが強い日でもあるため、企業の中にはエイプリルフールネタとして公開されるものの中で本当の記事や発表も紛れ込ませ、当日や後日に本当であることを公表して印象付けることもある。また、企業がエイプリルフールネタの冗談として発表したものの、SNSなどで話題となり、後に商品化（現実化）した事例もある。
一方で度が過ぎた冗談により、炎上を招いたケースもある。一例として、2025年に弁当チェーン運営会社のほっかほっか亭総本部が取締役名義で「ほっかほっか亭各店舗での米飯の販売を停止する」とのエイプリルフールネタをSNSに投稿したが、当時は米の価格が高騰し、社会問題化していたこともあり、「紛らわしい」などの批判が相次いだため、謝罪した。

## エイプリルフールを題材にした作品
- 恐ろしき四月馬鹿（エイプリル・フール）（推理小説、1921年、日本）横溝正史のデビュー作
- 四月の魚（映画、1986年、日本）
- 史上最低の遊園地。TOSHIMAEN（1990年4月1日、新聞全面広告。岡田卓也と大貫卓也を主軸とする博報堂のチーム（当時）が作成したキャッチコピー。広告画像）
- 今夜はエイプリルフール（歌、1991年、早乙女乱馬=山口勝平）
- 帰ってきたドラえもん（漫画、1974年『小学四年生』4月号、映画、1998年、日本、『ドラえもん』ではエイプリルフールにジャイアンとスネ夫がのび太を騙すのが定番で、嘘に関する数多くのひみつ道具が使われる）
- エイプリルフールの唄（ゲーム音楽、2004年[注釈 1]『Pop'n music 12 いろは』、AKIRA YAMAOKA名義）
- 血のエイプリルフール（映画、2008年、アメリカ）
- エイプリルフールズ（映画、2015年、日本）
- 年刊AhSKI!
- 真夏のエイプリルフール（本、2021年、日本）

## 参照
- Request for Comments - 毎年エイプリルフールにジョーク的内容を含むRFCが公開される。
- Scratch (プログラミング言語) - 毎年エイプリルフール行事が行われている。[23]
- 第三の選択